# General Commander – Tödliches Kommando
General Commander – Tödliches Kommando ist ein amerikanischer Actionfilm aus dem Jahr 2019, der von Philippe Martinez produziert und von Martinez und Ross W. Clarkson inszeniert wurde. Der Film spielt hauptsächlich auf den Philippinen, mit Steven Seagal in der Hauptrolle, und wurde am 28. Mai 2019 direkt auf DVD veröffentlicht.

## Handlung
Ein verpatzter Einsatz in Phnom Penh, Kambodscha, bei dem ein Mensch ums Leben kommt, führt zur Auflösung des CIA Global Response Teams unter der Leitung von Jake Alexander, zu dem noch Sonia Dekker, Tom Benton, Maria Lopez und Ben Harrison gehören. Entgegen den Anweisungen der CIA-Agentin Jessica Thompson setzt das Team seine Jagd auf den Waffenhändler Gino Orsetti mit finanzieller Unterstützung der in Hongkong ansässigen Magnatin Katarina Sokolov fort.
In Bangkok gelingt es Tom, ein Treffen mit Orsetti zu arrangieren, indem er sich als interessierter Käufer der Organe ausgibt, die er zum Verkauf anbietet. In der Zwischenzeit schickt der CIA-Agent Alec Hayes erfolglos einen Auftragskiller los, um Alexander zu ermorden und so zu verhindern, dass sein Team seine illegale Mission fortsetzen kann. Nach einem Zwischenstopp in Thailand begibt sich das Team nach Manila, wo sich Sonia und Tom mit Orsetti treffen, während die anderen die Lage beobachten. Auf halbem Weg zum Verkauf schlagen Sonia und Tom auf Orsetti ein und es kommt zu einer Schießerei, gefolgt von einer Verfolgungsjagd. Orsettis Auto wird umgeworfen, und Tom schießt einen Hubschrauber, der von einem von Orsettis Handlangern gesteuert wird, mit RPG-7 ab. Alexander tötet einen sich wehrenden Orsetti.
Zwei Wochen später, nachdem er von Thompson zu seiner Rolle bei Orsettis Tod befragt wurde, kündigt Alexander bei der CIA und verschwindet. Alexanders Team weigert sich, seinen Aufenthaltsort preiszugeben; Hayes macht ihn jedoch ausfindig und ordnet daraufhin einen Drohnenangriff auf Alexander an, gerade als dieser mit seiner Geliebten auf den Philippinen wieder vereint ist.

## Produktion
General Commander wurde ursprünglich als Fernsehserie geplant und vermarktet, die „einer streng geheimen, abtrünnigen internationalen paramilitärischen Einheit folgt, die große kriminelle Organisationen bekämpft, um den Dritten Weltkrieg zu verhindern“, basierend auf einem Drehbuch von Philipe Martinez und Bey Logan und produziert von SPI International und Saradan Media. Die Serie hätte neun Episoden mit einer Laufzeit von jeweils 45 Minuten gehabt. Die Hauptaufnahmen begannen im Dezember 2017 in Manila. Während der Dreharbeiten für General Commander drehte Hauptdarsteller Steven Seagal auch einige Szenen des Films Attrition nach, die auf den Philippinen spielen. Die Dreharbeiten zu General Commander dauerten etwa neun Monate.

## Veröffentlichung
General Commander wurde am 28. Mai 2019 auf Blu-ray und DVD veröffentlicht. In Deutschland wurde der Film erstmals am 23. Juni 2022 auf Tele 5 im Fernsehen gezeigt.

## Kritik
„Schwacher Actionthriller, dessen zusammengestückelte Handlung auf ein ursprünglich geplantes Serienformat zurückgeht, als 90-Minüter aber enorme Handlungslücken aufweist. Schlecht inszenierte Actionszenen, der lustlose Genre-Altstar Steven Seagal in einer (Beinahe-)Sitz-Rolle und willkürlich wirkende Schauplatzwechsel fügen sich zum konfusen filmischen Chaos.“